# Francisco Pedraja
Francisco Pedraja Muñoz (Madrid, 6 de diciembre de 1927-Badajoz, 1 de septiembre de 2021) fue un pintor español de esenciales paisajes y muralista. Considerado como el «introductor de la pintura moderna en Extremadura con su arte expresionista» por el catedrático de Historia del Arte de la Universidad de Salamanca, Julián Álvarez Villar.

## Biografía
Nació en Madrid el 6 de diciembre de 1927, donde residió hasta 1941. Hijo único de Francisco Pedraja Alcoba, natural de Algeciras (Cádiz) y de Teresa Muñoz Rosas, de Don Benito (Badajoz). Dos tíos abuelos, José y Enrique Alcoba, fueron respectivamente, pintor y catedrático de dibujo del Instituto de Badajoz, y primer viola de la Orquesta Sinfónica y del Teatro Real de Madrid. Su abuelo, gerente de la editorial La Novela Corta, influyó en la afición por la lectura.
Desde 1936 estudió en el colegio de La Paloma, en la Dehesa de la Villa de Madrid. Al iniciarse la Guerra Civil, dejó de asistir a clase días antes de la partida de los niños del colegio a Rusia, para protegerlos de las penurias de la guerra. Tras la Guerra Civil, que sufre en la capital de España, en 1939 el padre quedó cesante como jefe de contabilidad de la Unión Española de Explosivos, tras unas investigaciones del tribunal de depuración franquista, y marcha a trabajar a la Delegación de Hacienda de Badajoz, donde ya había estado a principios de los años veinte. El joven Pedraja recibió sus primeras clases de pintura en Madrid, de la mano de Faustino Álvarez del Manzano, pintor de la Real Fábrica de Tapices.
La familia se instaló definitivamente en Badajoz en 1941. Su tío José Alcoba, pintor y catedrático de dibujo, le guía en el camino de la pintura y pone a su disposición una importante biblioteca de arte. Estudió el Bachillerato en el instituto de la ciudad. Realizó numerosos óleos, dibujos y acuarelas originales y copias de autores clásicos como Tintoretto, Fragonard, Poussin y Goya.
En 1947 se marchó a Madrid a estudiar arquitectura. Asistió al taller de la Academia López Izquierdo, en el edificio del Palacio de la Prensa, donde recibió clases de dibujo de estatua y lavado. Fue el compañero de promoción de otros relevantes artistas arquitectos: San José, Ramiro Tapia, Paredes Jardiel y Vidaurre. Aunque en 1949, abandonó los estudios de arquitectura para dedicarse a la pintura, vocación que tiene que compartir, ante la presión familiar, con los estudios de derecho. Vivió largas temporadas en Madrid a la vez que instaló su estudio de pintor en la calle Felipe Checa n.° 40 de Badajoz, donde estuvo el de su tío José Alcoba.
En 1952 se convirtió en integrante de la tertulia de Esperanza Segura durante esta década, en Badajoz, un verdadero exponente cultural renovador de la España de esos años, junto a Manuel Pacheco, Juan Navlet, Carlos Villarreal, Julián Cuéllar, Juan José Poblador, Juan Alcina Franch, Federico García de Pruneda y Juan Antonio Cansinos.
En 1953 realizó una exposición individual en Galerías Altamira de Madrid, en la calle del Prado; con el catálogo presentado por Rafael del Zarco, asesor artístico del Círculo de Bellas Artes de Madrid; por aquellas fechas expusieron en la misma galería Cabanyes, Valenciaga, Canogar, Jimeno de Lahidalga, el argentino José Antonio del Río y el ruso Regevsky. La crítica lo vincula a la Escuela de Madrid (Sánchez Camargo).
Sus primeras obras las vendió en Madrid en 1954. La Diputación de Badajoz compró "La espera" para el museo de Bellas Artes, siendo director del mismo el pintor de la vieja escuela Fernández Torrado. El cuadro va a parar a los almacenes de la institución y posteriormente es enviado al Hospital Psiquiátrico de Mérida, hasta fechas recientes. Curiosamente, en 1951, Adelardo Covarsí había definido su pintura como "producto de la locura".[cita requerida]
Fue en 1958 cuando el poeta Manuel Pacheco le dedicó su Prosema en forma de Arte, manifiesto artístico que describe la posición del pintor ante el arte del momento. En el mismo año participó en el Homenaje a Picasso de la revista Gévora, Badajoz, junto a Pacheco, Álvarez Lencero, Camón Aznar, Juan José Poblador, etc., con textos de Paul Eluard, dibujando el retrato de Picasso; la revista fue solicitada por la Biblioteca del Congreso de Washington (Estados Unidos). Posteriormente el poeta granadino Antonio Carvajal le dedicó un poema a su pintura, publicado en la revista literaria Ínsula.
Tras el éxito de su exposición en la Sala Toisón de Madrid, el Comisario Nacional de Exposiciones en el Extranjero, González Robles, invitó a Pedraja, para exponer en Europa formando parte de la muestra Pintura abstracta española; el artista rechazó la propuesta, al no querer hacer un tipo de pintura que ya había tratado en el pasado.
Junto a su faceta artística, Pedraja desarrolló una importante labor cultural como doctor en Historia del Arte, Profesor Emérito de la Universidad de Extremadura (España), presidente de la Real Sociedad Económica Extremeña de Amigos del País, académico de Número de la Real Academia Extremeña de las Letras y las Artes, y correspondiente de las Academias de Bellas Artes de San Fernando de Madrid, Santa Isabel de Hungría de Sevilla y Real Academia de Cádiz.
Fue nombrado director del Museo de Bellas Artes de Badajoz por la Dirección General de Bellas Artes y Archivos, cargo que ejerció desde 1980 hasta 1996, experimentando dicho centro artístico un notable desarrollo. Durante estos años, trasladó la pinacoteca a dos casas-palacios contiguas del siglo XIX, de estilo clásico, en pleno barrio histórico de la ciudad, y duplicó el número de obras de la colección permanente. Destacó especialmente el aumento de obras de las escuelas europeas del fondo antiguo, de la escuela española del XIX y principios del XX, y de los artistas extremeños de reconocido prestigio -gracias a su amistad y relación personal con muchos de ellos-, así como la creación de las secciones de dibujo y grabado, la biblioteca de arte y los gabinetes didáctico y de restauración, convirtiéndolo en un centro moderno y activo, uno de los más importantes de España en su género.
Realizó una docena de grandes murales en Madrid y Extremadura para edificios públicos y privados, incluso para el barco de la Compañía Transmediterránea "Ciudad de Badajoz".
El Mito de Occidente, 1998-2000, es la obra cumbre del pintor, una reflexión plástica y conceptual sobre el origen, devenir e incertidumbre futura de nuestra civilización. Elaborada con técnica mixta sobre papel-tela especial y de gran formato (1'40 cm. x 11.000 cm.), es una reflexión plástica y conceptual sobre el origen, devenir e incertidumbre futura de nuestra civilización.
Su estudio de pintor lo instaló en una casa de campo de la sierra de Alor, Olivenza (Badajoz) a partir de 1992. Realizó y publicó la catalogación completa de las obras del museo de Bellas Artes. Desde 1998 fue profesor del Programa “Universidad de los Mayores” de la Universidad de Extremadura
Se ha estudiado su obra elogiosamente por críticos e historiadores del arte como Sánchez Camargo, Sanz y Díaz, Antonio Cobos, José Hierro, Bonet Correa, Antonio de la Banda, Manuel Merchán, Pérez Guerra, Antonio Zoido, Castro Arines, Rubio Nomblot, García Arranz y Zacarías Calzado, entre otros.

## Trayectoria artística

### Madrid y las Bienales Hispanoamericanas (años 50)
Desde los inicios la pintura de Pedraja, que vivió largas temporadas en la capital de España -donde estudió arquitectura y derecho ante la presión familiar- a la vez que abrió estudio de pintor en Badajoz, se vincula a la Escuela de Madrid -Benjamín Palencia, Lozano, Juan Manuel Díaz Caneja, Luis García-Ochoa, San José...-, caracterizada por la decidida recuperación del género del paisaje y por una modernidad "razonable", que rompe con la pintura tradicional y académica del momento. Es la época de los premios en las Bienales Extremeñas y de la selección para las Bienales Hispanoamericanas de Arte Contemporáneo de Madrid en 1951 y La Habana (Cuba) en 1954.
En Extremadura, la trasgresión que supone su pintura, de rotundos volúmenes, gruesas texturas y encendido cromatismo, fue vista por Adelardo Covarsí como "producto de la locura",[cita requerida] y el crítico de arte Cienfuegos la calificó despectivamente de expresivista. Junto a los paisajes Molinos, La charca y Puente azul, la figura femenina toma protagonismo en La negra y La espera -alusión a la soledad de la prostituta-, cuyos temas y realización técnica se alejan de la pintura regionalista de mozas campesinas, propia de Eugenio Hermoso.

PROSEMA EN FORMA DE ARTE: lOS SIFONES TAMBIÉN PIENSAN (fragmento). Dedicado al pintor Francisco Pedraja.

Y el Pintor de los Molinos (Pedraja) declaró que él se ponía a pintar un paisaje y le salía un retrato, o que se ponía a pintar un retrato y le salía  una montaña con árboles y todo, y que eso le pasaba a todos los pintores auténticos, que sólo allí -entre amigos- hacía aquellas declaraciones. Porque pintores auténticos en Extremadura faltaban y pintores “desauténticos” había muchos. Y dijo, que en pintura, un simple garabato podía tener vida, entrañas, sangre, y que el magreo, sobeo, manoseo y pinceleo que construye un sifón perfecto, podía llegar a la cosa muerta, o a lo tan perfectamente fotografiado que no fuera sifón, que no existiera como sifón, que no pensara como sifón, porque los sifones también piensan...
Manuel Pacheco, 1958

### El viaje a Francia, 1957
Resultado de su itinerario francés con motivo del viaje de novios con Aurora Chaparro de la Vega, es la serie de paisajes urbanos de París, Bergerac, Limoges y Argenton. La pincelada se hace más suelta y aérea, y la obra se inunda de luminosos azules y amarillos que expresan una personal "joie de vivre" (alegría de vivir). El conocimiento directo de la Escuela de París y de las vanguardias históricas del siglo XX, marca un punto de inflexión en la trayectoria del pintor.

La despreocupación paulatina por lo formalmente correcto, la distorsión de espacios, perspectivas y figuras en aras de la expresión antinaturalista de la idea -en este caso del ritmo vertiginoso y la belleza de las grandes avenidas parisinas- dan como resultado unas creaciones de indudable modernidad. Un tono festivo y al mismo tiempo abrumador de movimiento exultante, que relaciona a Pedraja con los ismos franceses, aproximando al artista a la tendencia más expresionista de esa pintura heredada de la vanguardia.
Javier Rubio Nomblot, 2007.

### La serieSuburbios, 1958-60
El problema del desarrollismo urbano del Madrid de los 50 -La ciudad crece, Cementerio de coches- y el recuerdo de la posguerra en la periferia madrileña -El tranvía, Casa importante, El tribunal-, está presente en esta serie de obras, coincidente asimismo con los presupuestos programáticos del neorrealismo italiano. Las formas se simplifican y se cubren de un extraño colorido plano. 

Los áridos desmontes, con árboles esqueléticos y casas destartaladas, al igual que las máscaras, crean un clima más bien opresor, entre barojiano y solanesco, interpretado por la óptica propia del pintor extremeño.
Antonio Bonet Correa, 2001

Este matiz de crítica social distingue, según García Arránz, la obra de Pedraja de este momento de la del resto de miembros "oficiales" de la Escuela de Madrid. El asunto suburbial se convertirá en una constante de su pintura, cristalizando en una especial iconografía.

### Expresionismo esencial (años 60 y 70)
Durante estos años, frente al contraste cromático propio de épocas anteriores, el pintor evoluciona hacia una mayor esencialidad tonal. Predominan los colores asordados de la gama de los grises, ocres y violáceos, en una síntesis en la que llega a reducir el paisaje a meras franjas de color superpuestas.

Es un artista que ve el paisaje de manera sintética, y lo expresa con apasionada limitación de tonos. Lo suyo es la lucha con la materia, el restregarla sobre fondos secos con pinceles ásperos, con lo que logra la sensación de que el aire y la luz circulan por entre las formas
José Hierro, 1966

### Intimismo de los ochenta
Para Bonet Correa el sentimiento del paisaje en Pedraja "está vinculado al amor a su tierra y al conocimiento de su historia y está captado con una aguda y fina sensibilidad, en la que subyace un mundo de vivencias que hunden sus raíces en una idea, en un concepto intrahistórico de Extremadura". Los paisajes son así entendidos como impresiones íntimas y subjetivas del pintor.

En su pintura han sido esenciales un deliberado afán de modernidad y un apasionado amor por la libertad del lenguaje plástico. Artista independiente, desde un primer momento ha realizado su obra al margen de las escuelas y de los cenáculos existentes en Extremadura.
Antonio Bonet Correa, 2001

### El pintorvisionario, 1990-2010
Los últimos años se caracterizan por una vuelta al color vibrante -La casa roja, La cúpula azul, Tarde de tormenta, La ventana- sin abandonar la sencillez y sobriedad “casi provocadoras” de sus equilibradas composiciones (“fierismo elegante”). Son los años centrados por la pintura mural El Mito de Occidente (1998-2000).
De Pedraja, ha dicho Rubio Nomblot que es pintor: 

Atípico, inquieto, visionario, visceral, independiente y poco dado a las concesiones. El artista sólo puede ser aquel que desconfía del mundo y se compromete con su subjetividad más allá de lo normal y aconsejable.
Javier Rubio Nomblot, 2004

De estos años es la serie de paisajes de la sierra de Alor -dibujos, óleos y acuarelas-, paraje cerca de Olivenza donde instala su estudio a principios de los años noventa, que evocan la emoción del pintor ante la naturaleza, en su particular “paraíso perdido”.

## Su pintura
Vinculado a la renovadora Escuela de Madrid, de mediados del siglo XX, por su contribución a la modernización de la pintura de paisaje. Su obra se ha caracterizado, desde los inicios, por una especial sensibilidad hacia el color.
Entre sus temas destacan los solitarios paisajes, los suburbios -de lírico trasfondo social-, la serie Paisajes urbanos franceses, las atípicas Mujeres negras de su primera época, las naturalezas muertas con paisaje, las series de la ciudad de Badajoz, los molinos y espantapájaros -como símbolos del idealismo y del abandono-, y las alegorías históricas en la pintura mural -América y el indigenismo, la Romanización, Portugal y España, la civilización Occidental, Europa, la Guerra, el Derecho...-.

El expresionismo de Pedraja no surge de la apariencia, sino de la raíz. No queda en mueca o distorsión, sino en estado natural al cual llega el artista por una serie de íntimas depuraciones dando al color el límite preciso. ...Pertenece a esa generación de artistas a los cuales está encomendada la reconquista del paisaje español... Hasta la llegada de su pintura había un aspecto que nos era desconocido...
Manuel Sánchez Camargo (Director del Museo de Arte Contemporáneo de Madrid), 1961.

## Exposiciones

### Individuales
- 1953: Galería Altamira, Madrid.
- 1958: Salas de la Casa de la Cultura de Badajoz.
- 1961: Sala Toisón, Madrid.
- 1962: Salas de la Casa de la Cultura de Badajoz.
- 1966: Galería Quixote, Madrid.
- 1970: Salas de la Casa de la Cultura de Badajoz.
- 1974: Salas de la Casa de la Cultura de Badajoz.
- 1976: Salas de la Casa de la Cultura de Badajoz.
- 1978: Salas de la Casa de la Cultura de Badajoz.
- 1981: Sala de Exposiciones de la Caja de Ahorros de Badajoz.
- 1989: Sala Rusiñol, Sant Cugat del Vallés, Barcelona.
- Galería Palma, Lisboa (Portugal).
- 1990: Sala Barquillo, Cajamadrid, Madrid.
- 1991: Sala de Exposiciones de la Caja de Ahorros de Badajoz.
- 1992: Sala El Brocense, Cáceres.
- Asamblea de Extremadura, Mérida.
- 1993: Sala Imagen, Caja de San Fernando, Sevilla.
- 1996: Galería Barrons, Madrid.
- 2000: "El Mito de Occidente", Edificio Metálico de la Universidad de Extremadura, Badajoz.
- 2004: Paisajes 1996-2004, Museo de la Ciudad “Luis de Morales”, Badajoz.
- 2005: Paisajes 1996-2004, Real Academia de Bellas Artes Santa Isabel de Hungría, Sevilla.
- 2006: Exposición "La Mitotauromaquia". Sala de Exposiciones del Gran Hotel Casino Extremadura, Badajoz. Prólogo de José Julio García Arranz.
- 2007-08: Exposición Antológica (110 obras). Organizada por la Consejería de Cultura de la Junta de Extremadura, Museo de Bellas Artes de Badajoz.
- 2014: Exposición "Paisajes 2005-2014". Edificio "Badajoz Siglo XXI" (Badajoz).

### Colectivas
- 1951: I Exposición Regional Extremeña, Badajoz.
- I Bienal Hispanoamericana de Arte Contemporáneo, Madrid.
- 1952: I Bienal de Lakeland, Florida (EE. UU.).
- 1953: II Bienal Extremeña, Badajoz.
- 1954: II Bienal Hispanoamericana de Arte Contemporáneo, La Habana (Cuba).
- 1965: Exposición de Pintura Extremeña, Pabellón de Perú, Feria Iberoamericana de Sevilla.
- 1968: I Bienal de Arte Español Contemporáneo, Museo Galliera, París.
- 1976: "Pintores extremeños", Caja de Ahorros de Vizcaya, Bilbao.
- 1978: "Pintura Extremeña", Dirección General de Bellas Artes, El Cairo (Egipto).
- 1982: "Académicos Pintores", Real Academia de Bellas Artes de Santa Isabel de Hungría, Sevilla.
- 1985: EUROPALIA, Amberes (Bélgica).
- 1993: "Cien obras de artistas contemporáneos", Legado Francesc Galí, Palamós, Gerona.
- 1995: Sheraton City Center, Washington (EE. UU.).
- Galería Barrons, Madrid.
- Galería Ceberino Franco, Badajoz.
- 1996: 4º Certamen de Pintura Iberdrola, Sala de Exposiciones de la Consejería de Cultura de la Junta de Extremadura, Badajoz.
- Artistas de la Academia de Santa Isabel de Hungría, Reales Alcázares, Sevilla.
- V Edición de la Feria de Arte Contemporáneo ARTESANTANDER, Galería Barrons, Santander.
- II Salón de Verano "Ciudad de Nueva York", Goya Art Gallery, Broadway, Nueva York (EE. UU.).
- Artistas de la Academia de Extremadura, Claustro de la Catedral de Badajoz.
- 2000: "Cinco Maestros Extremeños" (Barjola, Pérez Rubio, Bonifacio Lázaro, Pedraja y Naranjo), Galería Christian Franco, Badajoz.
- 2001: FORO SUR, Feria de Arte Contemporáneo, Galería Christian Franco, Cáceres.
- 2005: "Arte en Democracia". Obras de la Asamblea de Extremadura. Parlamento de la Rioja (Logroño) y Parlamento de Cantabria (Santander).
- 2014: Galerías Crisolart, Barcelona.

## Museos y colecciones
- International Art de Lakeland, Florida (EE. UU.).
- Museo de Bellas Artes de Badajoz (desde 1953).
- Patronato de Museos de Galicia.
- Banco Exterior de España.
- Banca Pueyo.
- Colección Caja Badajoz.
- Colección Asamblea de Extremadura, Mérida.
- Colección Diputación de Badajoz.
- Colección Ayuntamiento de Badajoz.
- Colección Universidad de Extremadura.
- Colección Confederación Hidrográfica del Guadiana.
- Cámara de Comercio e Industria, Badajoz.
- Casino de Badajoz.
- Colección Museo Calzadilla (desaparecida).
- Ayuntamiento de Cáceres.
- Colección Sánchez Camargo.
- Museo Municipal de Palamós, legado de Francesc Galí, Gerona.
- Colección de la Corona, Palacio de la Zarzuela, Madrid.
- Basílica de Guadalupe (México).
- Ayuntamiento de Mérida (México).
- Ayuntamiento de Medellín (Colombia).
- Ayuntamiento de Trujillo (Perú).
- Albuquerque City Council (Nuevo México, EE. UU.).

## Honores y premios
Como artista fue seleccionado en las Bienales Hispanoamericanas de Madrid, 1951; La Habana (Cuba), 1954; I Bienal de Arte Español Contemporáneo, París, 1968; Pintores extremeños en Bilbao, 1976; El Cairo (Egipto), 1978; Europalia, Amberes (Bélgica), 1985; Sheraton City Center, Washington (EE. UU.), 1995; Goya Art Gallery, Nueva York (EE. UU.), 1996.
- 1991, La Universidad de Extremadura regala un pergamino de Pedraja al rey Juan Carlos I, al concederle la Medalla de la misma.
- 2001, Premio Extremeño de Hoy, concedido por el Diario Hoy de Extremadura, como reconocimiento a su trayectoria artística.
- 2007, Nombrado Hijo Adoptivo de la ciudad de Badajoz. Exposición Antológica organizada por la Consejería de Cultura de la Junta de Extremadura, con 110 obras representativas de toda su trayectoria artística. Museo de Bellas Artes de Badajoz.
- 2009, el Pleno del Ayuntamiento pacense y el Consejo de Gobierno de la Universidad de Extremadura, aprueban por unanimidad proponer a la Junta de Extremadura la Concesión de la Medalla de Extremadura, que recibió en 2013.
- 2013, Medalla de Extremadura.

## Reflexiones sobre la creatividad artística
La vocación es la primera incógnita que aparece en el camino del artista. Sin duda, un ambiente familiar artístico hace posible esa llamada, y un ambiente cultural promueve la andadura, todo ello unido a unas cualidades naturales como el sentido del color y de las formas, y a una facilidad manual adecuada. Aunque sólo la intuición es difícil que consiga grandes logros artísticos, el aprendizaje de los recursos técnicos representa un peligro si se convierten en fórmulas repetitivas. Por eso, se ha dicho en diversas ocasiones que hay que saber olvidar lo que se aprendió con los maestros o en los centros artísticos.
Un cuadro, cuando se acierta, es una estructura de especial carácter armónico en la que cada elemento, cada rasgo de pincel, nota de color, formas y texturas, son interdependientes, y cualquier modificación rompería el resultado y la validez de la obra. Una pintura es un acontecimiento único e irrepetible que incluso el propio autor sería incapaz de realizar de nuevo. En el verdadero arte un cuadro es un riesgo, una aventura que aporta una nueva visión de la realidad externa e interna del pintor. Toda obra tiene una dificultad de concepto y de realización.
Las fuentes de inspiración son la naturaleza y las obras de los artistas anteriores de todas las épocas, pero con libertad creativa, no con servilismo de esclavo de la realidad o mero continuador de formas periclitadas. La personalidad en la obra de arte es, sin duda, el valor principal y el más difícil de tener. En cierto modo es algo innato, como una buena voz, afinación y sentido del ritmo en un cantante.
Pintar es una especie de válvula de escape de lo que uno piensa y siente; es una forma de comunicarme con los demás. Lo importante es el mismo hecho de enfrentarme al soporte en blanco, es el momento creativo; lo grande, lo bello es lo que se disfruta y se sufre pintando. Sin pintar quedaría disminuido como persona.
Existen la llamada inspiración, las horas luminosas y los caminos vírgenes, y es fundamental el hallazgo. El automatismo y lo aleatorio forman parte también del proceso creativo, y lo condicionan, e incluso lo accidental llega a convertirse en un principio artístico.
FRANCISCO PEDRAJA.
Septiembre, 2004